# トリオ・ジャパン
トリオ・ジャパンは、移植医療を広く社会に定着させるために移植者が中心となって1991年に設立された任意団体である。
アメリカのTRIO(Transplant Recipients International Organization)の日本支部。

## 概要
1991年設立
胆道閉鎖症のために肝臓移植を待ちながらオーストラリア・ブリスベンで亡くなった水谷公香ちゃんの募金残金を「トリオ・ジャパン公香ちゃん基金」として出発した。

## 活動
- 啓発活動（講演・セミナー）、患者及び家族に対する移植手術前・術後のサポート、移植について講師の派遣・研究の請負。[3][4][5]
- 陳情書・要望書の提出（厚生労働省 臓器移植対策室、日本救急医学会理事会、各党協議会各議員、衆議院等）。[6]
- 臓器移植法案の推進活動（陳情・陳述・傍聴・公聴会口述人）。[7][8][9]

## 組織
- 会長:青山竜馬

- 事務局長:横山慎也

- 事務局所在地

東京都中央区銀座6-14-5 銀座ホウライビル7F